# Félix Arenas Gaspar
Félix Luis Arenas Gaspar (San Juan de Puerto Rico, 13 de diciembre de 1891-Monte Arruit, 29 de julio de 1921), conocido como el capitán Arenas, fue un militar español, muerto heroicamente durante el Desastre de Annual. Por su actuación a la entrada de Monte Arruit le fue concedida la Cruz Laureda de San Fernando a título póstumo.

## Biografía
Nació en San Juan de Puerto Rico en 1891, hijo de un capitán de artillería del mismo nombre destinado en la isla. Poco tiempo después volvía a Molina de Aragón, de donde procedía. Allí vivió su infancia y su juventud hasta que en 1906, con catorce años, ingresa en la Academia de Ingenieros de Guadalajara. A los dieciocho años es promovido a teniente.
Su servicio como teniente lo hizo en el Servicio de Aerostación y en los Talleres del Material de Ingenieros de Guadalajara, hasta octubre de 1913 en que fue enviado temporalmente con las tropas al protectorado español de Marruecos, agregado a la compañía de Aerostación en Tetuán. Con veintiún años asciende a capitán.
De 1914 a 1917 estuvo como alumno en la Escuela Superior de Guerra, de donde salió en 1917 después de terminar sus estudios, continuando posteriormente las prácticas reglamentarias en el Regimiento de Caballería de guarnición en Valencia. Allí se casó tras alcanzar el empleo de Capitán de Ingenieros en 1915, contrayendo matrimonio con María Arenas hija del famoso catedrático Anselmo Arenas.
En 1919 es destinado a la Comandancia de Ingenieros de Melilla, al mando de la 2.ª Compañía de Zapadores, con la que realizó numerosos trabajos de fortificación de Campaña. En noviembre de 1920 toma el mando de la Compañía de Telégrafos de la Red Permanente de Melilla y su territorio. De acuerdo con su nueva responsabilidad, realizaba numerosas visitas de inspección, en algunos casos bajo fuego enemigo, de las instalaciones a su cargo en las distintas posiciones.
Cuando se produjo el derrumbe de la Comandancia de Melilla el 23 de julio de 1921, el capitán Arenas se encontraba en el lugar e inmediatamente marchó con el teniente coronel Ugarte en dirección a Dar Dríus. Al llegar a Batel encontraron un escuadrón del Regimiento de Cazadores Alcántara número 10, que venía en retirada e informaba a todo el que pretendía incorporarse a Dar Dríus que el camino estaba cortado por el enemigo. Arenas y Aguirre dejaron su automóvil incorporado a una columna de camiones llenos de heridos que regresaba a Melilla, y prosiguieron su camino a caballo en dirección a Monte Arruit. En el camino encontró a un sargento de Infantería herido en una pierna al que no conocía; Arenas le cedió su caballo y él se volvió a la posición de Tistutin. Allí tomó el mando de la posición y trabajó con gran actividad, no solo en la defensa de la misma, sino tratando de restablecer el enlace telegráfico con Monte Arruit.
El viernes 29 de julio el general Navarro ordenó la retirada de las tropas españolas a Monte Arruit. El capitán Arenas solicitó voluntariamente el mando del núcleo de retaguardia, formado por unos 200 hombres. Finalizada la evacuación del grueso de la columna en retirada, el capitán Arenas inicia la contención del enemigo. Arenas dirigió con serenidad las operaciones de retirada hacia el valle, siempre en el puesto de mayor peligro, y logró que la columna entrara en Monte Arruit, sosteniendo una dura lucha contra un enemigo muy numeroso y dirigiendo un fuego metódico y disciplinado contra los rifeños. La mayor parte de las tropas de la retaguardia cayeron muertos, heridos o prisioneros, pero lograron contener al enemigo hasta que el grueso de la columna se acogió en Monte Arruit. Muy cerca de esta posición, y prácticamente encima del grueso, los miembros de la retaguardia quedaron rodeados por el enemigo. El capitán Arenas se tiene que defender con su propio fusil. La lucha se generaliza, pues se combatía por los cuatro frentes. El alférez Maroto cayó herido, el capitán Aguirre se lo cargó al hombro y logró entrar en Monte Arruit con el resto de su tropa.
Detrás quedó el capitán Arenas. La batería del capitán Blanco está a punto de ser tomada por el enemigo. Blanco pretende defender los cañones, pero sus soldados le arrollan. De pronto surgió el capitán Arenas, dispuesto a defender los cañones a toda costa. El capitán los defiende desesperadamente. Los rifeños detuvieron su paso un momento, admirados por el valor del oficial, hasta que uno de ellos le puso el fusil en la cabeza y lo mató. Cuando lograron entrar en Monte Arruit, varios oficiales (tenientes Calderón y Sánchez) testigos de estos hechos pidieron a gritos la Laureada para Arenas ante el general Navarro. Por su heroica actuación, fue recompensado con la Cruz Laureada de San Fernando a título póstumo. Desde entonces, figuraba en el Anuario Militar a la cabeza de los capitanes del Cuerpo de Ingenieros.
En 1924 le fue concedida a título póstumo la Cruz laureada de San Fernando. En 1928 se inauguró en Molina de Aragón, en un acto al que acudió el rey Alfonso XIII y parte de su Gobierno, un monumento dedicado a Arenas, obra del escultor Coullaut Valera, que sigue en pie. En ese momento, la ciudad de Molina le dedicó una calle, y en 1928, lo hizo la ciudad de Barcelona a la que se unieron las ciudades de Melilla y Guadalajara. Además el Arma de Ingenieros del Ejército apadrinó al hijo póstumo del capitán.